# Malcolm Bricklin
Malcolm Bricklin, född 9 mars 1939 i Philadelphia, är en amerikansk entreprenör inom bilbranschen. 
Redan som 19-åring introducerade Bricklin japanska Subaru på den amerikanska marknaden när han importerade minibilen Subaru 360. I mitten av 1970-talet startade han tillverkning av en egen sportbil under namnet Bricklin. När Fiat drog sig ur USA-marknaden i början av 1980-talet fortsatte Bricklin att importera X1/9- och 124 Spider-modellerna och några år senare tog han in jugoslaviska Zastava till USA under namnet Yugo, med sitt låga pris som främsta försäljningsargument. På 2000-talet hade Bricklin planer på att importera och sälja kinesiska elbilar från Chery i USA.